# Dorota Banaszczyk
Dorota Banaszczyk est une karatéka polonaise née le 27 janvier 1997. 
Elle est médaillée d'or de kumite en moins de 55 kg aux Championnats du monde de karaté 2018 à Madrid.